# Alice Schwarzer
Pour les articles homonymes, voir Schwarzer.
Alice Schwarzer [ˈalɪs ˈʃvaʁt͡sɐ], née le 3 décembre 1942 à Wuppertal en Allemagne, est une journaliste allemande. Elle est la fondatrice et rédactrice en chef du magazine féministe Emma, et est l’une des féministes allemandes (de) les plus connues.

## Biographie

### Enfance et religion
Alice Sophie Schwarzer est née à Wuppertal en 1942 d’une mère non mariée et a grandi chez ses grands-parents. Plus tard, elle décrira son grand-père comme quelqu’un de très maternel, et sa grand-mère comme « très politisée avec un grand sens de la justice ». Elle raconte également avoir vécu une certaine forme de résistance face aux nazis, et une solidarité avec les victimes. Alice Schwarzer a grandi dans une famille athée, mais a demandé à douze ans à être baptisée dans la religion évangélique et a aussi plus tard été confirmée. Elle se décrit maintenant comme non croyante.

### Éducation et vie à Paris
Alice Schwarzer étudie dans une école de commerce et travaille pendant quelques années dans le commerce, mais ne s’épanouit pas dans le type d’emplois qu’on réservait à cette époque aux femmes. En 1963, elle part pour Paris, où elle apprend le français en travaillant comme jeune fille au pair. En 1965, elle retourne en Allemagne, où elle travaille pour les Düsseldorfer Nachrichten et pour le journal Pardon. De 1970 à 1974, elle travaille à Paris en tant que correspondante politique à son compte pour la radio, la télévision et pour la presse. Son domaine de prédilection est « les conséquences de Mai 68 dans le domaine politique, social et culturel ». À l'université de Vincennes, elle étudie la psychologie et la sociologie, et a, entre autres, pour professeur Michel Foucault.

### MLF
Alice Schwarzer est considérée comme l'une des initiatrices du MLF (Mouvement de Libération des Femmes) dont les idéologies se répandront en partie grâce à elle jusqu'en Allemagne.
Elle est également considérée en Allemagne comme la « traductrice culturelle » de Simone de Beauvoir, ayant participé à diffuser la pensée de la philosophe française outre-Rhin.
Elle est, en Allemagne, l'initiatrice d'une campagne médiatique (« PorNO ») pour l'interdiction de la pornographie, qu'elle juge attentatoire à la dignité des femmes, et en particulier de la pornographie violente, tel le BDSM. Cette campagne reçoit des soutiens politiques de tous bords mais fait l'objet de critiques de la part des mouvements féministes « pro-sexe ».
En 1971, deux mois après la publication du « Manifeste des 343 » en France, signé par des Françaises ayant eu recours à l'avortement, elle publie dans le magazine allemand Stern un manifeste similaire, « Wir haben abgetrieben! », signé par 374 Allemandes. En 1975, son livre La petite différence et ses grandes conséquences, succès de librairie traduit en 13 langues, dénonce le pouvoir des hommes sur les femmes à travers l'hétérosexualité. En 1977, elle lance le magazine Emma.
Dans les années 1980, elle critique l'influence des réseaux pédophiles au sein de certaines mouvances écologistes et s'engage par ailleurs pour les droits des personnes homosexuelles.
De 1992 à 1993, elle présente Zeil um Zehn (en), une émission télévisée de la Hessischer Rundfunk.
En 2010, elle participe à l'ouvrage collectif Die große Verschleiereung: Für Integration, gegen Islamismus (La grande dissimulation : pour l'intégration, contre l'islamisme), au moment du débat sur l'interdiction du voile et de la burqa à l'école.
En octobre 2013, elle rassemble plusieurs dizaines de signatures de personnalités allemandes (autant de gauche que de droite) demandant l'encadrement de la prostitution à court terme, et son interdiction à long terme. Depuis 2002, la prostitution, à la suite d'une loi du SPD et des Verts, est en effet banalisée en Allemagne.
En février 2023, elle organise, avec Sahra Wagenknecht, une manifestation s'opposant à la livraison d'armes à l'Ukraine et demandant des pourparlers de paix avec la Russie, dans le contexte de l'invasion de l'Ukraine par la Russie.

## Ouvrages
- (de) Alice Schwarzer, Frauen gegen den Paragraph 218, 1971
- Alice Schwarzer, La petite différence et ses grandes conséquences, Paris, des femmes, 1977, 344 p.
- Alice Schwarzer, Comment des êtres humains ont été transformés en hommes et en femmes suivi de Ce qu’il y a de politique dans la contrainte à l’hétérosexualité, 1977.
- (de) Alice Schwarzer, Romy Schneider - Mythos und Leben, Knaur, 1998
- (de) Alice Schwarzer, Marion Dönhoff Ein widerständiges Leben, Kiepenheuer & Witsch Gmbh, 2008, 359 p. (ISBN 978-3462040562)